# Соревнования «Дружба-84» по плаванию
В списке содержатся результаты соревнований «Дружба-84» по плаванию, прошедших 19—25 августа 1984 года в плавательном бассейне спортивного комплекса «Олимпийский» в Москве. Участвовало около 170 пловцов из 12 стран (Австрия, Болгария, Венгрия, Вьетнам, ГДР, Индия, Куба, Ливан, Польша, Сирия, СССР, Чехословакия). Было установлено 5 мировых рекордов, 10 рекордов Европы и 72 национальных рекорда (17 — СССР, 14 — Болгарии, 12 — ГДР, 7 — Венгрии, 6 — Чехословакии и Кубы, 4 — Индии и Польши, 2 — Сирии).

## Результаты

### Мужчины
| 100 м вольный стиль | 100 м вольный стиль | 100 м вольный стиль | 100 м вольный стиль | 100 м вольный стиль |
| Место               | Страна              | Спортсмен           | Время               |                     |
| ------------------- | ------------------- | ------------------- | ------------------- | ------------------- |
| 1                   | СССР                | Сергей Смирягин     | 50,26               |                     |
| 2                   | СССР                | Алексей Марковский  | 50,39               |                     |
| 3                   | ГДР                 | Свен Лодзиевски     | 50,58               |                     |
| 4                   | Чехословакия (ЧССР) | Марцел Гери         | 51,25               | NR                  |
| 5                   | Болгария (НРБ)      | Цветан Голомеев     | 52,00               |                     |
| 6                   | НРБ                 | Камен Атов          | 52,47               |                     |
| 7                   | ГДР                 | Райнер Штерналь     | 52,64               |                     |
| 8                   | ЧССР                | Петр Кладива        | 53,07               |                     |

| 200 м вольный стиль | 200 м вольный стиль | 200 м вольный стиль | 200 м вольный стиль | 200 м вольный стиль |
| Место               | Страна              | Спортсмен           | Время               |                     |
| ------------------- | ------------------- | ------------------- | ------------------- | ------------------- |
| 1                   | ГДР                 | Свен Лодзиевски     | 1.49,83             |                     |
| 2                   | СССР                | Владимир Шеметов    | 1.50,33             |                     |
| 3                   | СССР                | Сергей Красюк       | 1.51,09             |                     |
| 4                   | ГДР                 | Штеффен Лисс        | 1.52,45             |                     |
| 5                   | НРБ                 | Петр Кочанов        | 1.52,94             |                     |
| 6                   | НРБ                 | Цветан Голомеев     | 1.54,98             |                     |
| 7                   | Венгрия (ВНР)       | Золтан Силадьи      | 1.55,20             |                     |
| 8                   | ЧССР                | Мартин Дворжак      | 1.55,45             |                     |

| 400 м вольный стиль | 400 м вольный стиль | 400 м вольный стиль | 400 м вольный стиль | 400 м вольный стиль |
| Место               | Страна              | Спортсмен           | Время               |                     |
| ------------------- | ------------------- | ------------------- | ------------------- | ------------------- |
| 1                   | СССР                | Владимир Сальников  | 3.49,27             |                     |
| 2                   | ГДР                 | Свен Лодзиевски     | 3.50,98             |                     |
| 3                   | СССР                | Святослав Семёнов   | 3.53,34             |                     |
| 4                   | ГДР                 | Уве Дасслер         | 3.54,92             |                     |
| 5                   | ВНР                 | Золтан Силадьи      | 3.56,74             |                     |
| 6                   | ВНР                 | Лайош Коцка         | 4.03,11             |                     |
| 7                   | НРБ                 | Петр Кочанов        | 4.03,16             |                     |
| 8                   | ЧССР                | Петр Адамец         | 4.03,81             |                     |

| 1500 м вольный стиль | 1500 м вольный стиль | 1500 м вольный стиль | 1500 м вольный стиль | 1500 м вольный стиль |
| Место                | Страна               | Спортсмен            | Время                |                      |
| -------------------- | -------------------- | -------------------- | -------------------- | -------------------- |
| 1                    | СССР                 | Владимир Сальников   | 15.03,51             |                      |
| 2                    | ГДР                  | Уве Дасслер          | 15.11,14             | NR                   |
| 3                    | СССР                 | Святослав Семёнов    | 15.25,56             |                      |
| 4                    | ВНР                  | Лайош Коцка          | 15.47,50             |                      |
| 5                    | ВНР                  | Золтан Силадьи       | 15.54,87             |                      |
| 6                    | ЧССР                 | Петр Адамец          | 16.17,51             |                      |

| 100 м брасс | 100 м брасс  | 100 м брасс    | 100 м брасс | 100 м брасс |
| Место       | Страна       | Спортсмен      | Время       |             |
| ----------- | ------------ | -------------- | ----------- | ----------- |
| 1           | СССР         | Дмитрий Волков | 1.03,72     |             |
| 2           | СССР         | Робертас Жулпа | 1.03,87     |             |
| 3           | ГДР          | Зигурд Ханке   | 1.05,16     |             |
| 4           | ВНР          | Янош Дзвоньяр  | 1.06,39     |             |
| 5-6         | Польша (ПНР) | Роберт Коминяк | 1.06,86     |             |
| 5-6         | Куба         | Педро Эрнандес | 1.06,86     |             |
| 7           | ВНР          | Альбан Вермеш  | 1.07,37     |             |
| 8           | НРБ          | Красимир Ненов | 1.07,98     |             |

| 200 м брасс | 200 м брасс | 200 м брасс     | 200 м брасс | 200 м брасс |
| Место       | Страна      | Спортсмен       | Время       |             |
| ----------- | ----------- | --------------- | ----------- | ----------- |
| 1           | СССР        | Робертас Жулпа  | 2.15,70     |             |
| 2           | СССР        | Дмитрий Волков  | 2.16,97     |             |
| 3           | ВНР         | Альбан Вермеш   | 2.21,19     |             |
| 4           | ПНР         | Роберт Коминяк  | 2.23,38     |             |
| 5           | ВНР         | Петер Сабо      | 2.23,75     |             |
| 6           | ПНР         | Артур Немчицкий | 2.24,71     |             |
| 7           | ГДР         | Зигурд Ханке    | 2.24,83     |             |
| 8           | НРБ         | Красимир Ненов  | 2.26,91     |             |

| 100 м баттерфляй | 100 м баттерфляй | 100 м баттерфляй   | 100 м баттерфляй | 100 м баттерфляй |
| Место            | Страна           | Спортсмен          | Время            |                  |
| ---------------- | ---------------- | ------------------ | ---------------- | ---------------- |
| 1                | СССР             | Алексей Марковский | 54,26            | NR               |
| 2                | СССР             | Александр Пригода  | 55,08            |                  |
| 3                | ЧССР             | Марцел Гери        | 55,17            |                  |
| 4                | ГДР              | Тино Отт           | 55,44            |                  |
| 5                | ГДР              | Томас Дресслер     | 55,81            |                  |
| 6                | ЧССР             | Петр Кладива       | 56,66            |                  |
| 7                | ПНР              | Войцех Выжга       | 57,12            |                  |
| 8                | НРБ              | Юлиян Василев      | 57,71            |                  |

| 200 м баттерфляй | 200 м баттерфляй | 200 м баттерфляй  | 200 м баттерфляй | 200 м баттерфляй |
| Место            | Страна           | Спортсмен         | Время            |                  |
| ---------------- | ---------------- | ----------------- | ---------------- | ---------------- |
| 1                | СССР             | Александр Пригода | 1.58,83          | NR               |
| 2                | СССР             | Сергей Фесенко    | 1.59,52          |                  |
| 3                | ЧССР             | Марцел Гери       | 2.00,34          |                  |
| 4                | ГДР              | Карстен Дробни    | 2.02,20          |                  |
| 5                | ПНР              | Войцех Выжга      | 2.04,08          |                  |
| 6                | ВНР              | Иштван Калло      | 2.04,65          |                  |
| 7                | ЧССР             | Ян Бидрман        | 2.05,75          |                  |
| 8                | ГДР              | Томас Дресслер    | 2.09,44          |                  |

| 100 м на спине | 100 м на спине | 100 м на спине    | 100 м на спине  | 100 м на спине |
| Место          | Страна         | Спортсмен         | Время           |                |
| -------------- | -------------- | ----------------- | --------------- | -------------- |
| 1              | ГДР            | Дирк Рихтер       | 55,67           |                |
| 2              | СССР           | Владимир Шеметов  | 55,88 (р. СССР) |                |
| 3              | ГДР            | Франк Бальтруш    | 56,39           |                |
| 4              | СССР           | Сергей Заболотнов | 56,54           |                |
| 5              | НРБ            | Георгий Михалев   | 58,74           |                |
| 6              | ВНР            | Тамаш Дарньи      | 59,09           |                |
| 7              | ЧССР           | Йозеф Хладки      | 59,11           |                |
| 8              | Куба           | Хоакин Риос       | 1.00,04         |                |

| 200 м на спине | 200 м на спине | 200 м на спине    | 200 м на спине            | 200 м на спине |
| Место          | Страна         | Спортсмен         | Время                     |                |
| -------------- | -------------- | ----------------- | ------------------------- | -------------- |
| 1              | СССР           | Сергей Заболотнов | 1.58,41 (МР, ЕР, р. СССР) | РМ             |
| 2              | СССР           | Владимир Шеметов  | 1.59,54                   |                |
| 3              | ГДР            | Дирк Рихтер       | 2.00,30                   |                |
| 4              | ГДР            | Йенс-Петер Берндт | 2.00,53                   |                |
| 5              | НРБ            | Георгий Михалев   | 2.04,25                   |                |
| 6              | ПНР            | Збигнев Янушкевич | 2.05,78                   |                |
| 7              | ЧССР           | Ян Бидрман        | 2.08,18                   |                |
| 8              | ПНР            | Мариуш Войтунь    | 2.09,90                   |                |

| 200 м комплексное плавание | 200 м комплексное плавание | 200 м комплексное плавание | 200 м комплексное плавание | 200 м комплексное плавание |
| Место                      | Страна                     | Спортсмен                  | Время                      |                            |
| -------------------------- | -------------------------- | -------------------------- | -------------------------- | -------------------------- |
| 1                          | ГДР                        | Йенс-Петер Берндт          | 2.02,51                    |                            |
| 2                          | ЧССР                       | Йозеф Хладки               | 2.03,33                    |                            |
| 3                          | СССР                       | Александр Сидоренко        | 2.03,35                    |                            |
| 4                          | СССР                       | Андрей Ляшенко             | 2.05,62                    |                            |
| 5                          | ГДР                        | Райнер Штерналь            | 2.05,89                    |                            |
| 6                          | ПНР                        | Лешек Гурский              | 2.07,99                    |                            |
| 7                          | ПНР                        | Дариуш Вольный             | 2.08,66                    |                            |
| 8                          | ЧССР                       | Ян Бидрман                 | 2.10,11                    |                            |

| 400 м комплексное плавание | 400 м комплексное плавание | 400 м комплексное плавание | 400 м комплексное плавание | 400 м комплексное плавание |
| Место                      | Страна                     | Спортсмен                  | Время                      |                            |
| -------------------------- | -------------------------- | -------------------------- | -------------------------- | -------------------------- |
| 1                          | ГДР                        | Йенс-Петер Берндт          | 4.18,29                    |                            |
| 2                          | СССР                       | Сергей Пичугин             | 4.25,18                    |                            |
| 3                          | ЧССР                       | Йозеф Хладки               | 4.26,29                    |                            |
| 4                          | Польша                     | Лешек Гурский              | 4.27,03                    |                            |
| 5                          | Польша                     | Дариуш Вольный             | 4.28,72                    |                            |
| 6                          | Венгрия                    | Шандор Владар              | 4.29,46                    |                            |
| 7                          | ГДР                        | Рик Ханнеманн              | 4.36,57                    |                            |
| 8                          | Венгрия                    | Тамаш Дарни                | 4.37,87                    |                            |

| Эстафета 4×100 м вольный стиль | Эстафета 4×100 м вольный стиль | Эстафета 4×100 м вольный стиль                                                        | Эстафета 4×100 м вольный стиль | Эстафета 4×100 м вольный стиль |
| Место                          | Страна                         | Состав команды                                                                        | Время                          |                                |
| ------------------------------ | ------------------------------ | ------------------------------------------------------------------------------------- | ------------------------------ | ------------------------------ |
| 1                              | СССР                           | С.Смирягин, С. Курбатов, С. Красюк, А. Марковский, в заплыве — Г. Пригода, В. Шеметов | 3.20,19                        | РЕ                             |
| 2                              | ГДР                            | Д. Рихтер, Р. Ванцлик, С. Лодзиевски, Р. Штерналь, в заплыве — Г. Мюллер              | 3.22,92                        |                                |
| 3                              | ЧССР                           | Я. Пронек, П. Кладива, Й. Хладки, М. Гери, в заплыве — М. Дворжак                     | 3.27,31                        |                                |
| 4                              | НРБ                            | Ц. Голомеев, Г. Георгиев, П. Кочанов, К. Атов                                         | 3.28,73                        |                                |
| 5                              | Вьетнам                        | Фыонг Ван Хао, Нгуен Данг Бинь, Фам Ван Хоа, Лам Ван Хоань                            | 3.57,80                        |                                |

| Эстафета 4×200 м вольный стиль | Эстафета 4×200 м вольный стиль | Эстафета 4×200 м вольный стиль                                                            | Эстафета 4×200 м вольный стиль | Эстафета 4×200 м вольный стиль |
| Место                          | Страна                         | Состав команды                                                                            | Время                          |                                |
| ------------------------------ | ------------------------------ | ----------------------------------------------------------------------------------------- | ------------------------------ | ------------------------------ |
| 1                              | ГДР                            | Д. Рихтер, Ш. Лисс, Р. Штерналь, С. Лодзиевски, в заплыве — Р. Ванцлик                    | 7.20,78                        |                                |
| 2                              | СССР                           | В. Шеметов, А. Ляшенко, В. Сальников, С. Красюк, в заплыве — С. Семёнов, С. Смирягин      | 7.22,31 (р. СССР)              |                                |
| 3                              | ЧССР                           | М. Дворжак, П. Кладива, Й. Хладки, М. Гери, в заплыве — Я. Пронек, П. Адамец, П. Матоушек | 7.37,33                        |                                |
| 4                              | НРБ                            | П. Кочанов, А. Димитров, К. Атов, Ц. Голомеев                                             | 7.40,37                        |                                |

| Комбинированная эстафета 4×100 м | Комбинированная эстафета 4×100 м | Комбинированная эстафета 4×100 м                                                                                | Комбинированная эстафета 4×100 м | Комбинированная эстафета 4×100 м |
| Место                            | Страна                           | Состав команды                                                                                                  | Время                            |                                  |
| -------------------------------- | -------------------------------- | --- | -------------------------------- | -------------------------------- |
| 1                                | СССР                             | В. Шеметов, Д. Волков, А. Марковский, С. Смирягин, в заплыве — С. Заболотнов, Р. Жулпа, А. Пригода, С. Курбатов | 3.42,15 (ЕР, р. СССР)            | РЕ                               |
| 2                                | ГДР                              | Д. Рихтер, З. Ханке, Т. Отт, С. Лодзиевски                                                                      | 3.45,30                          |                                  |
| 3                                | ЧССР                             | Й. Хладки, П. Матоушек, П. Кладива, М. Гери, в заплыве — Я. Бидрман, Я. Пронек                                  | 3.52,44                          |                                  |
| 4                                | НРБ                              | Г. Михалев, К. Ненов, Ю. Васильев, Ц. Голомеев, в заплыве — П. Манолов, К. Атов                                 | 3.53,40                          |                                  |
| 5                                | ВНР                              | Т. Дарни, Я. Дзвоньяр, И. Калло, З. Силадьи                                                                     | 3.54,88                          |                                  |

### Женщины
| 100 м вольный стиль | 100 м вольный стиль | 100 м вольный стиль | 100 м вольный стиль | 100 м вольный стиль |
| Место               | Страна              | Спортсмен           | Время               |                     |
| ------------------- | ------------------- | ------------------- | ------------------- | ------------------- |
| 1                   | ГДР                 | Кристин Отто        | 55,75               |                     |
| 2                   | ГДР                 | Биргит Майнеке      | 55,79               |                     |
| 3                   | СССР                | Светлана Копчикова  | 56,53               |                     |
| 4                   | СССР                | Татьяна Курникова   | 57,07               |                     |
| 5                   | ВНР                 | Эдит Ормош          | 57,62               |                     |
| 6                   | ЧССР                | Романа Фридлова     | 58,17               |                     |
| 7                   | НРБ                 | Ваня Аргирова       | 58,75               |                     |
| 8                   | НРБ                 | Радосвета Пиронкова | 59,37               |                     |

| 200 м вольный стиль | 200 м вольный стиль | 200 м вольный стиль | 200 м вольный стиль | 200 м вольный стиль |
| Место               | Страна              | Спортсмен           | Время               |                     |
| ------------------- | ------------------- | ------------------- | ------------------- | ------------------- |
| 1                   | ГДР                 | Кристин Отто        | 1.59,48             |                     |
| 2                   | ГДР                 | Биргит Майнеке      | 2.00,15             |                     |
| 3                   | СССР                | Светлана Копчикова  | 2.00,47 (р. СССР)   |                     |
| 4                   | СССР                | Ирина Ларичева      | 2.00,54             |                     |
| 5                   | ВНР                 | Андреа Орос         | 2.05,02             |                     |
| 6                   | ЧССР                | Романа Фридлова     | 2.05,10             |                     |
| 7                   | НРБ                 | Ваня Аргирова       | 2.07,04             |                     |
| 8                   | ПНР                 | Божена Дудек        | 2.07,05             |                     |

| 400 м вольный стиль | 400 м вольный стиль | 400 м вольный стиль    | 400 м вольный стиль | 400 м вольный стиль |
| Место               | Страна              | Спортсмен              | Время               |                     |
| ------------------- | ------------------- | ---------------------- | ------------------- | ------------------- |
| 1                   | ГДР                 | Астрид Штраус          | 4.07,66             |                     |
| 2                   | СССР                | Ирина Ларичева         | 4.09,70 (р. СССР)   |                     |
| 3                   | ГДР                 | Анке Зонненбродт       | 4.16,21             |                     |
| 4                   | ВНР                 | Андреа Орос            | 4.22,03             |                     |
| 5                   | СССР                | Роза Алеева            | 4.23,07             |                     |
| 6                   | ПНР                 | Катаржина Перковская   | 4.23,55             |                     |
| 7                   | НРБ                 | Антуанета Струменлиева | 4.24,32             |                     |
| 8                   | ПНР                 | Божена Дудек           | 4.30,42             |                     |

| 800 м вольный стиль | 800 м вольный стиль | 800 м вольный стиль    | 800 м вольный стиль | 800 м вольный стиль |
| Место               | Страна              | Спортсмен              | Время               |                     |
| ------------------- | ------------------- | ---------------------- | ------------------- | ------------------- |
| 1                   | ГДР                 | Астрид Штраус          | 8.29,35             |                     |
| 2                   | ГДР                 | Грит Рихтер            | 8.33,47             |                     |
| 3                   | СССР                | Ирина Ларичева         | 8.39,57             |                     |
| 4                   | ВНР                 | Андреа Орос            | 8.54,61             |                     |
| 5                   | СССР                | Роза Алеева            | 8.55,50             |                     |
| 6                   | НРБ                 | Антуанета Струменлиева | 8.57,88             |                     |
| 7                   | ПНР                 | Катаржина Перковская   | 9.06,05             |                     |
| 8                   | Индия               | Анита Суд              | 9.52,48             |                     |

| 100 м брасс | 100 м брасс | 100 м брасс      | 100 м брасс      | 100 м брасс |
| Место       | Страна      | Спортсмен        | Время            |             |
| ----------- | ----------- | ---------------- | ---------------- | ----------- |
| 1           | ГДР         | Сильвия Гераш    | 1.08,29 (МР, ЕР) | РМ          |
| 2           | ГДР         | Уте Гевенигер    | 1.08,59          |             |
| 3           | СССР        | Лариса Белоконь  | 1.09,63          |             |
| 4           | НРБ         | Таня Богомилова  | 1.10,45          |             |
| 5           | ПНР         | Дорота Хилак     | 1.12,10          |             |
| 6           | ПНР         | Рената Врубель   | 1.12,32          |             |
| 7           | СССР        | Лариса Деревянко | 1.13,43          |             |
| 8           | ВНР         | Юдит Ковач       | 1.16,00          |             |

| 200 м брасс | 200 м брасс | 200 м брасс     | 200 м брасс | 200 м брасс |
| Место       | Страна      | Спортсмен       | Время       |             |
| ----------- | ----------- | --------------- | ----------- | ----------- |
| 1           | СССР        | Лариса Белоконь | 2.29,13     |             |
| 2           | ГДР         | Сильвия Гераш   | 2.29,62     |             |
| 3           | СССР        | Елена Волкова   | 2.32,36     |             |
| 4           | НРБ         | Таня Богомилова | 2.32,91     |             |
| 5           | ГДР         | Уте Гевенигер   | 2.33,24     |             |
| 6           | ПНР         | Дорота Хилак    | 2.37,12     |             |
| 7           | ПНР         | Рената Врубель  | 2.38,82     |             |
| 8           | ВНР         | Юдит Ковач      | 2.42,01     |             |

| 100 м баттерфляй | 100 м баттерфляй | 100 м баттерфляй    | 100 м баттерфляй    | 100 м баттерфляй |
| Место            | Страна           | Спортсмен           | Время               |                  |
| ---------------- | ---------------- | ------------------- | ------------------- | ---------------- |
| 1                | СССР             | Татьяна Курникова   | 59,41 (ЕР, р. СССР) | РЕ               |
| 2                | ГДР              | Инес Гайсслер       | 1.00,09             |                  |
| 3                | СССР             | Елена Осадчук       | 1.01,33             |                  |
| 4                | ГДР              | Катлин Норд         | 1.01,51             |                  |
| 5                | ВНР              | Эдит Ормош          | 1.03,05             |                  |
| 6                | НРБ              | Бистра Господинова  | 1.03,58             |                  |
| 7                | НРБ              | Радосвета Пиронкова | 1.03,90             |                  |
| 8                | ВНР              | Каталин Надь        | 1.05,12             |                  |

| 200 м баттерфляй | 200 м баттерфляй | 200 м баттерфляй    | 200 м баттерфляй  | 200 м баттерфляй |
| Место            | Страна           | Спортсмен           | Время             |                  |
| ---------------- | ---------------- | ------------------- | ----------------- | ---------------- |
| 1                | ГДР              | Инес Гайсслер       | 2.09,96           |                  |
| 2                | СССР             | Елена Осадчук       | 2.11,76 (р. СССР) |                  |
| 3                | СССР             | Татьяна Курникова   | 2.12,41           |                  |
| 4                | ГДР              | Катлин Норд         | 2.13,07           |                  |
| 5                | ВНР              | Эдит Ормош          | 2.18,32           |                  |
| 6                | НРБ              | Бистра Господинова  | 2.19,69           |                  |
| 7                | НРБ              | Радосвета Пиронкова | 2.22,93           |                  |
| 8                | Куба             | Луиса Мохерета      | 2.26,03           |                  |

| 100 м на спине | 100 м на спине | 100 м на спине  | 100 м на спине | 100 м на спине |
| Место          | Страна         | Спортсмен       | Время          |                |
| -------------- | -------------- | --------------- | -------------- | -------------- |
| 1              | ГДР            | Ина Клебер      | 1.00,99        |                |
| 2              | ГДР            | Кристин Отто    | 1.02,02        |                |
| 3              | СССР           | Виктория Клочко | 1.03,67        |                |
| 4              | ВНР            | Каталин Вираг   | 1.04,09        |                |
| 5              | ВНР            | Агнеш Фодор     | 1.06,53        |                |
| 6              | ЧССР           | Карин Логницка  | 1.08,51        |                |

| 200 м на спине | 200 м на спине | 200 м на спине    | 200 м на спине    | 200 м на спине |
| Место          | Страна         | Спортсмен         | Время             |                |
| -------------- | -------------- | ----------------- | ----------------- | -------------- |
| 1              | ГДР            | Катрин Циммерманн | 2.12,56           |                |
| 2              | СССР           | Елена Дендеберова | 2.13,31 (р. СССР) |                |
| 3              | ГДР            | Кристин Отто      | 2.15,16           |                |
| 4              | СССР           | Виктория Клочко   | 2.15,95           |                |
| 5              | ВНР            | Каталин Вираг     | 2.20,36           |                |
| 6              | ВНР            | Агнеш Фодор       | 2.25,00           |                |
| 7              | ЧССР           | Карин Логницка    | 2.26,93           |                |

| 200 м комплексное плавание | 200 м комплексное плавание | 200 м комплексное плавание | 200 м комплексное плавание | 200 м комплексное плавание |
| Место                      | Страна                     | Спортсмен                  | Время                      |                            |
| -------------------------- | -------------------------- | -------------------------- | -------------------------- | -------------------------- |
| 1                          | ГДР                        | Уте Гевенигер              | 2.11,79                    |                            |
| 2                          | СССР                       | Елена Дендеберова          | 2.14,56 (р. СССР)          |                            |
| 3                          | СССР                       | Светлана Копчикова         | 2.15,40                    |                            |
| 4                          | ГДР                        | Катлин Норд                | 2.18,14                    |                            |
| 5                          | НРБ                        | Соня Благова               | 2.18,87                    |                            |
| 6                          | НРБ                        | Таня Богомилова            | 2.21,22                    |                            |
| 7                          | ПНР                        | Божена Дудек               | 2.22,39                    |                            |
| 8                          | ЧССР                       | Романа Фридлова            | 2.23,14                    |                            |

| 400 м комплексное плавание | 400 м комплексное плавание | 400 м комплексное плавание | 400 м комплексное плавание | 400 м комплексное плавание |
| Место                      | Страна                     | Спортсмен                  | Время                      |                            |
| -------------------------- | -------------------------- | -------------------------- | -------------------------- | -------------------------- |
| 1                          | СССР                       | Елена Дендеберова          | 4.43,78 (р. СССР)          |                            |
| 2                          | ГДР                        | Катлин Норд                | 4.49,49                    |                            |
| 3                          | НРБ                        | Соня Благова               | 4.52,35                    |                            |
| 4                          | ГДР                        | Катя Хартманн              | 5.00,17                    |                            |

| Эстафета 4×100 м вольный стиль | Эстафета 4×100 м вольный стиль | Эстафета 4×100 м вольный стиль                                                  | Эстафета 4×100 м вольный стиль | Эстафета 4×100 м вольный стиль |
| Место                          | Страна                         | Состав команды                                                                  | Время                          |                                |
| ------------------------------ | ------------------------------ | ------------------------------------------------------------------------------- | ------------------------------ | ------------------------------ |
| 1                              | ГДР                            | К. Отто, К. Кёниг, Х. Фридрих, Б. Майнеке, в заплыве — Г. Рихтер                | 3.42,41 (МР, ЕР)               | РМ                             |
| 2                              | СССР                           | С. Копчикова, С. Диденко, Т. Курникова, Е. Дендеберова, в заплыве — И. Ларичева | 3.44,31                        |                                |
| 3                              | ВНР                            | Э. Ормош, К. Надь, А. Фодор, А. Орос                                            | 3.55,42                        |                                |
| 4                              | НРБ                            | В. Аргирова, Р. Пиронкова, А. Струменлиева, С. Благова                          | 3.58,12                        |                                |

| Эстафета 4×100 м комбинированная | Эстафета 4×100 м комбинированная | Эстафета 4×100 м комбинированная                                                                     | Эстафета 4×100 м комбинированная | Эстафета 4×100 м комбинированная |
| Место                            | Страна                           | Состав команды                                                                                       | Время                            |                                  |
| -------------------------------- | -------------------------------- | --- | -------------------------------- | -------------------------------- |
| 1                                | ГДР                              | И. Клебер, С. Гераш, И. Гайсслер, Б. Майнеке                                                         | 4.03,69 (МР, ЕР)                 | РМ                               |
| 2                                | СССР                             | В. Клочко, Л. Белоконь, Т. Курникова, С. Копчикова, в заплыве — О. Зеленкова, Е. Осадчук, С. Диденко | 4.08,13                          |                                  |
| 3                                | НРБ                              | Б. Господинова, Т. Богомилова, Р. Пиронкова, В. Аргирова                                             | 4.16,74                          |                                  |
| 4                                | ВНР                              | К. Вираг, Ю. Ковач, Э. Ормош, А. Орос, в заплыве — К. Надь                                           | 4.20,89                          |                                  |
| 5                                | ПНР                              | Б. Дудек, Р. Врубель, Д. Хилак, К. Перковская                                                        | 4.26,97                          |                                  |